# Teton Pass
O Passo Teton (em inglês:  Teton Pass) é um passo de montanha nas Montanhas Rochosas, no estado do Wyoming, Estados Unidos. Fica poucas milhas a sul do Parque Nacional Grand Teton, no sul da Cordilheira Teton, entre as localidades de Wilson (Wyoming) e Victor (Idaho) e dá acesso ao vale de Hackson Hole e ao vale de Teton. A sul deste passo fica a cordilheira do Rio Snake.